# Johann Kaspar Schade

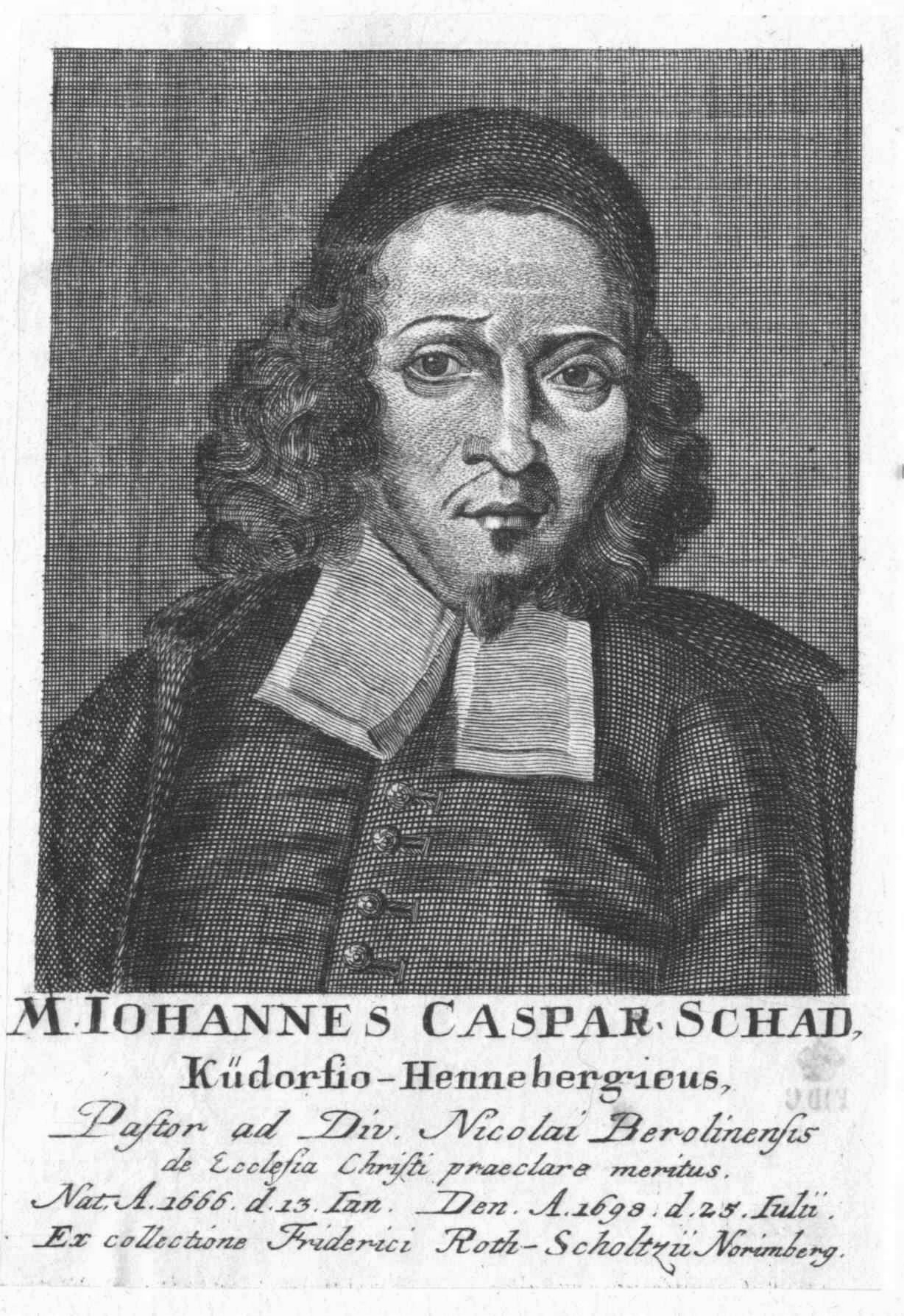
Johann Kaspar Schade

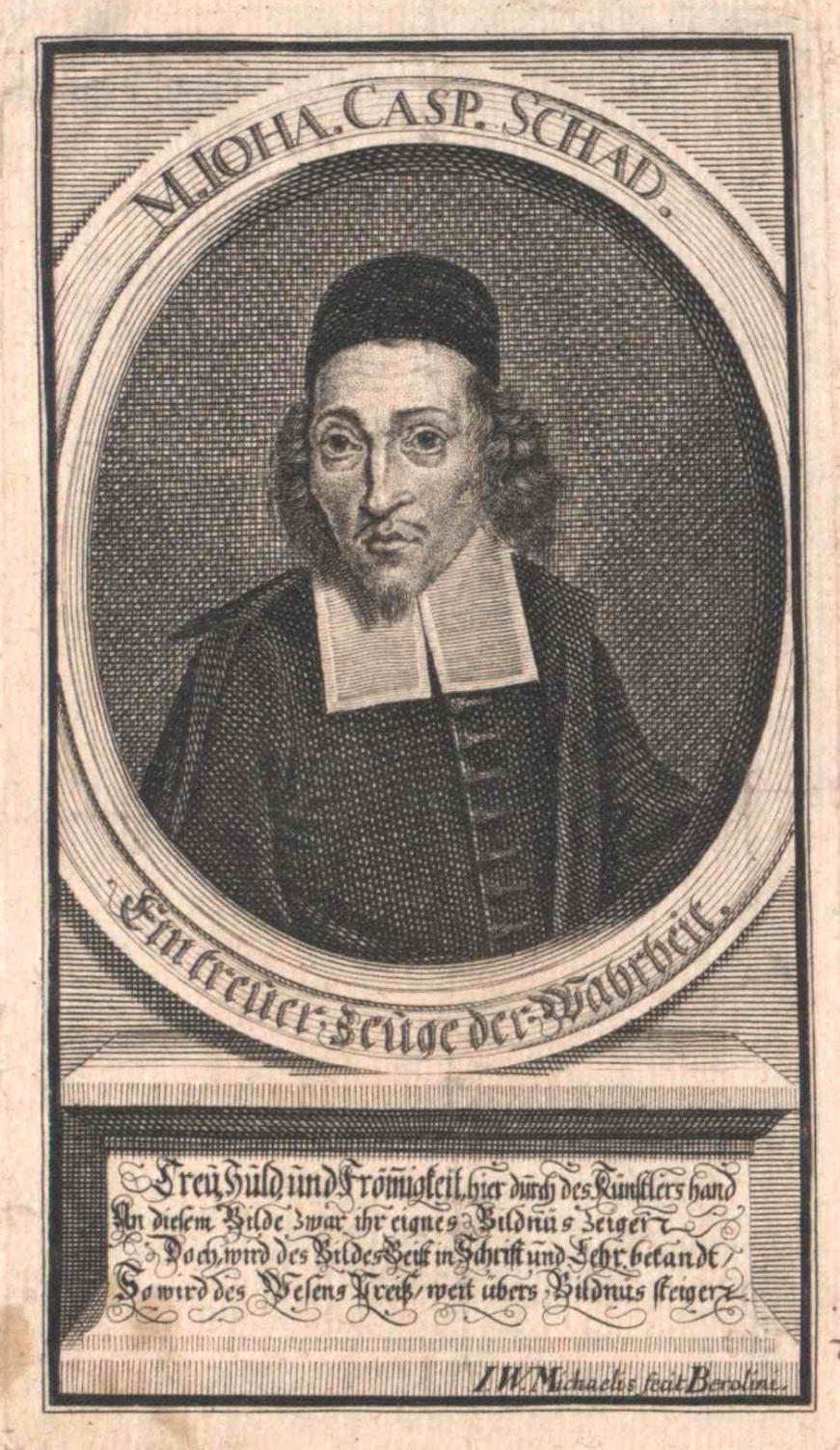
Johann Caspar Schade, Stich von Johann Wilhelm Michaelis

Johann Kaspar Schade (* 13. Januar 1666 in Kühndorf; † 25. Juli 1698 in Berlin) war ein deutscher lutherischer Prediger, Autor und Dichter. Mit ihm verbindet sich besonders der „Berliner Beichtstuhlstreit“.

## Leben
Johann Kaspar Schade studierte ab 1685 an der Universität Leipzig Philosophie und Hebräisch, später Evangelische Theologie. Nachdem er einen Magister in Philosophie erworben hatte, trat er in das von August Hermann Francke neu gegründete Collegium philobiblicum ein und widmete sich dort der alttestamentlichen Exegese. Seine darauf beruhenden Vorlesungen in Leipzig wurden schließlich ab 1686 Gegenstand von Untersuchungen: Sowohl die theologische Fakultät als auch Geistlichkeit und Regierung hatten Anstoß an den pietistischen Ansätzen Schades genommen. Im Gegensatz zu den Vorlesungen Franckes wurden die Schades nicht verboten. Dennoch ermittelte eine Kommission gegen Schade wegen des Verdachts der Ketzerei. 1691 wurde Schade auf Betreiben Philipp Jakob Speners zum Diaconus der Berliner Nikolaikirche berufen. Dort hielt er häusliche Erbauungsversammlungen in der Tradition von Speners Collegia pietatis und machte auch mit Predigten (die oft veröffentlicht und teils bis ins 19. Jahrhundert nachgedruckt wurden) auf sich aufmerksam. Sein Reformeifer brachte ihn aber auch dort mit der Obrigkeit in Streit.
Schade lehnte die Privatbeichte ab. In seinen Augen war sie zur bloßen Förmlichkeit verkommen, unter anderem, „da jedem bürgerlich Unbescholtenen die Absolution nach gesetzlicher Vorschrift ertheilt werden mußte“. In einem 1696 verfassten Fragenkatalog wandte er sich an befreundete Theologen, um ein Votum gegen diese Form der Beichtpraxis zu erhalten, und bezeichnete den Beichtstuhl darin als „Satansstuhl, Feuerpfuhl“. Die Schrift wurde ohne seinen Willen und ohne Erlaubnis der Zensurbehörden von Dritten anonym veröffentlicht, aber dennoch Schade zugerechnet, da er denselben Wortlaut in seinen Predigten veröffentlicht hatte. In der Praxis nahm er zunächst eine „allgemeine Beichte“ ab. Nachdem ihm dies untersagt wurde, verzichtete er völlig darauf, Beichtgelegenheit zu bieten, und spendete auch nicht mehr das Abendmahl. Als diese formale Verletzung der Pflichten eines Geistlichen wiederum behördlich untersucht wurde, fand Schade Unterstützung bei Gegnern der Privatbeichte. Sie schlugen vor, lutherische Geistliche von der Pflicht, die Privatbeichte abzunehmen, zu befreien. Zur Lösung des Streits wurde eine Kommission eingesetzt, wodurch die Auseinandersetzungen aber nur weiter eskalierten. Kurfürst Friedrich III. entschied im Juni 1698 schließlich, dass die Privatbeichte zugunsten der Allgemeinen Beichte aufgegeben werden solle, ordnete gleichzeitig aber auch die Versetzung Schades an. Zu der kam es aber nicht mehr, da Schade an Schwindsucht erkrankte und nach fünfwöchiger Krankheit starb. „Der aufgeregte Pöbel gönnte ihm nicht einmal die Ruhe des Todes; nach seinem Begräbniß sammelte sich eine große Volksmenge auf dem Kirchhofe, die den Leichnam aus dem Grabe zu reißen versuchte und unter gotteslästerlichen Aeußerungen den größten Unfug verübte“.